# Staphylococcus aureus resistente alla meticillina
Lo Staphylococcus aureus resistente alla meticillina, in inglese Methicillin-Resistant Staphylococcus Aureus (MRSA) è un qualsiasi ceppo di Staphylococcus aureus che si è evoluto sviluppando una resistenza agli antibiotici beta-lattamici, che comprendono le penicilline (meticillina, dicloxacillina, nafcillina, oxacillina, ecc.) e le cefalosporine (eccetto la recente ceftarolina). I ceppi non in grado di resistere a questi antibiotici sono classificati come Staphylococcus aureus meticillino-sensibili, o MSSA.

## Descrizione
La resistenza alla meticillina, così come quella ad altri antibiotici, è di solito causata dall'acquisizione di plasmidi per trasferimento genico orizzontale. Lo sviluppo di tale resistenza non comporta un aumento intrinseco della virulenza rispetto ai ceppi di Staphylococcus aureus sensibili agli antibiotici, ma la resistenza rende l'infezione da MRSA più difficile da trattare con gli antibiotici di uso comune e quindi più pericolosa.
Le manifestazioni cliniche sono le stesse dello Staphylococcus aureus sensibile, le più diffuse sono: infezione di cute e tessuti molli, endocardite, polmonite, sepsi e sindrome da shock tossico.
Le infezioni da MRSA destano particolare preoccupazione in ospedali o case di cura, in cui risiedono spesso pazienti con ferite aperte o immunocompromessi. L'incidenza si intensifica qualora gli operatori non rispettino le corrette procedure di disinfezione di mani e presidi passando da un paziente all'altro. Inoltre in queste sedi, a causa del frequente ricorso ad antibiotici, si manifesta il fenomeno della selezione di ceppi resistenti. Le infezioni acquisite in ambito assistenziale sono denominate HA-MRSA (healthcare acquired MRSA).

### Trattamento
MRSA è resistente agli antibiotici beta-lattamici, quindi penicilline e cefalosporine non sono utili nella chemioterapia antimicrobica. Alcuni ceppi mostrano suscettibilità verso tetracicline e lincosamidi, ma gli antibiotici più frequentemente utilizzati sono vancomicina e teicoplanina, entrambi appartenenti alla classe dei glicopeptidi. Recentemente, però, si stanno sviluppando resistenze anche nei confronti di questi antibiotici. Le infezioni di origine extraospedaliera, se il ceppo è sensibile, possono essere trattate anche con aminoglicosidi o macrolidi.
Le nuove frontiere della terapia contro MRSA sono orientate verso i farmaci di recente introduzione, come linezolid, daptomicina e ceftarolina. Per lo sbrigliamento delle ferite infette, è in studio anche la reintroduzione della terapia larvale.

## Immagini microscopiche

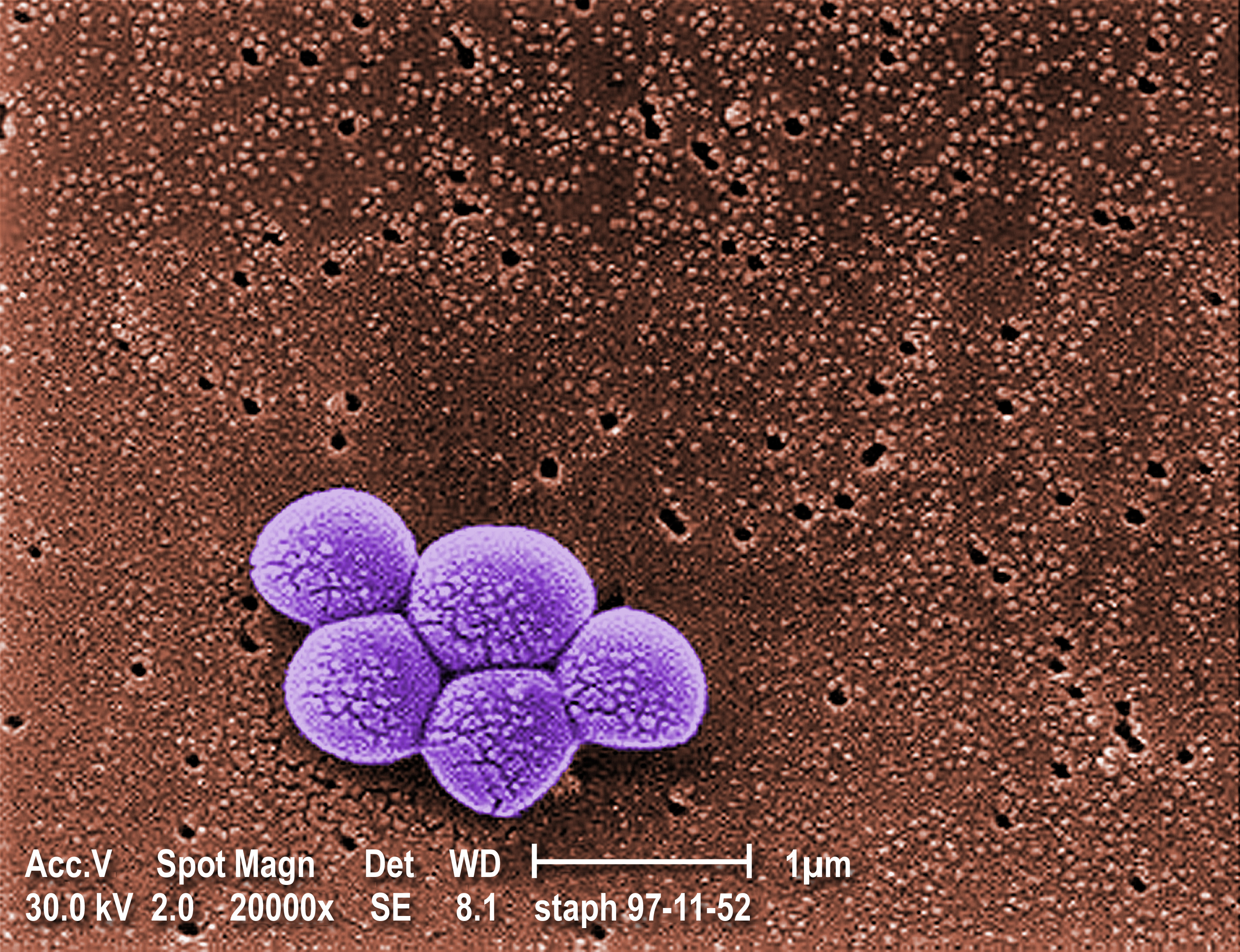
Immagine SEM colorizzata di MRSA
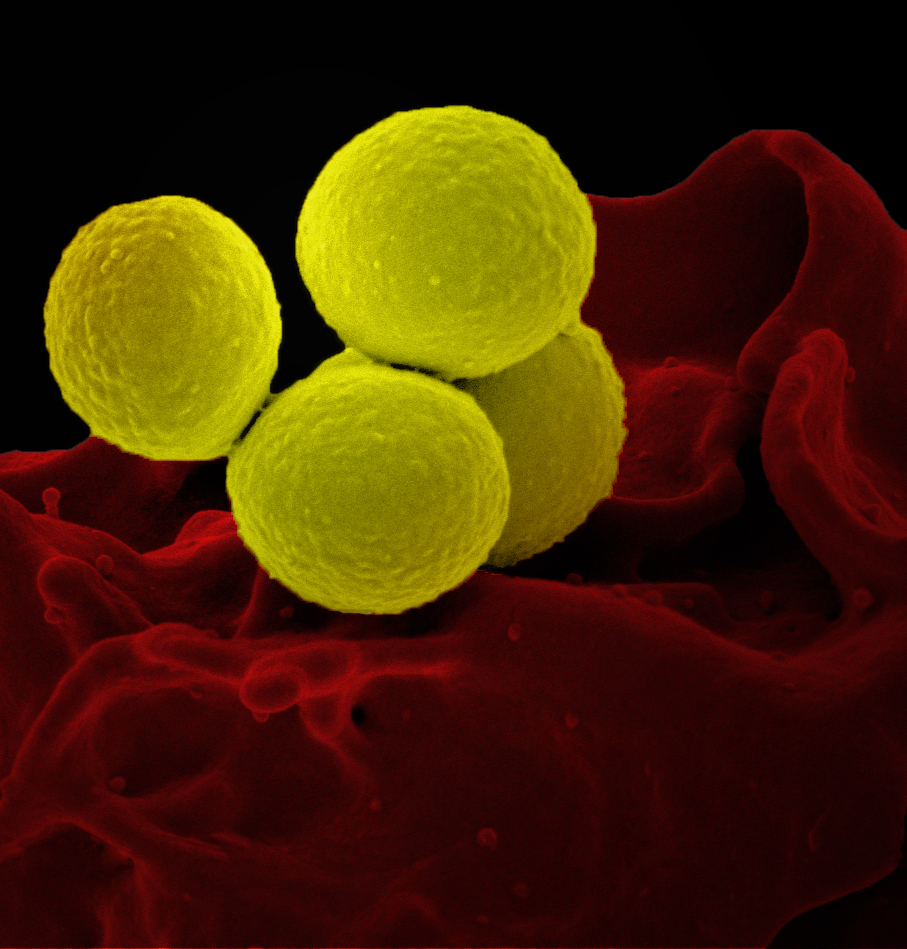
Neutrofilo umano che fagocita un MRSA (SEM colorizzata)
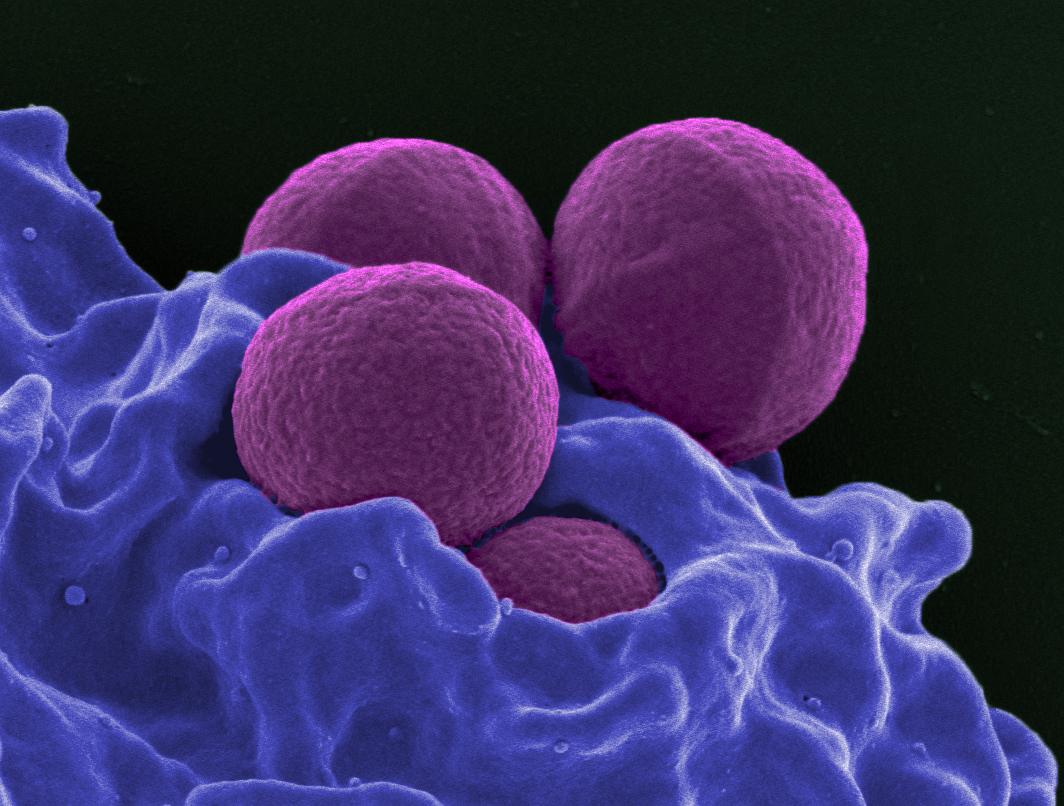
Neutrofilo umano che fagocita un MRSA (SEM colorizzata)
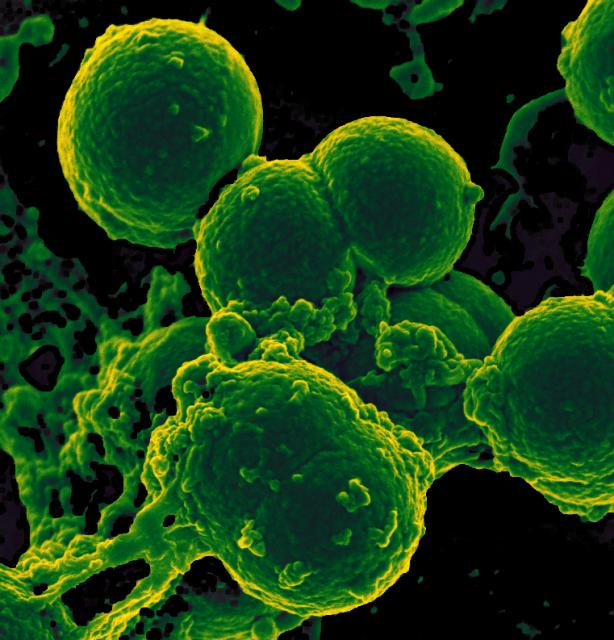
Neutrofilo umano che fagocita un MRSA (SEM colorizzata)